# دنی گرووز
دنی گرووز (انگلیسی: Danny Groves؛ زادهٔ ۱۰ دسامبر ۱۹۹۰) بازیکن فوتبال اهل بریتانیا است.
از باشگاه‌هایی که در آن بازی کرده‌است می‌توان به باشگاه فوتبال اسپنیمور تاون، باشگاه فوتبال بلیث اسپارتانس، و باشگاه فوتبال دارلینگتون اشاره کرد.